# Melanagromyza natalensis
Melanagromyza natalensis är en tvåvingeart som beskrevs av Spencer 1959. Melanagromyza natalensis ingår i släktet Melanagromyza och familjen minerarflugor. Inga underarter finns listade i Catalogue of Life.